# تولد بندرگاه

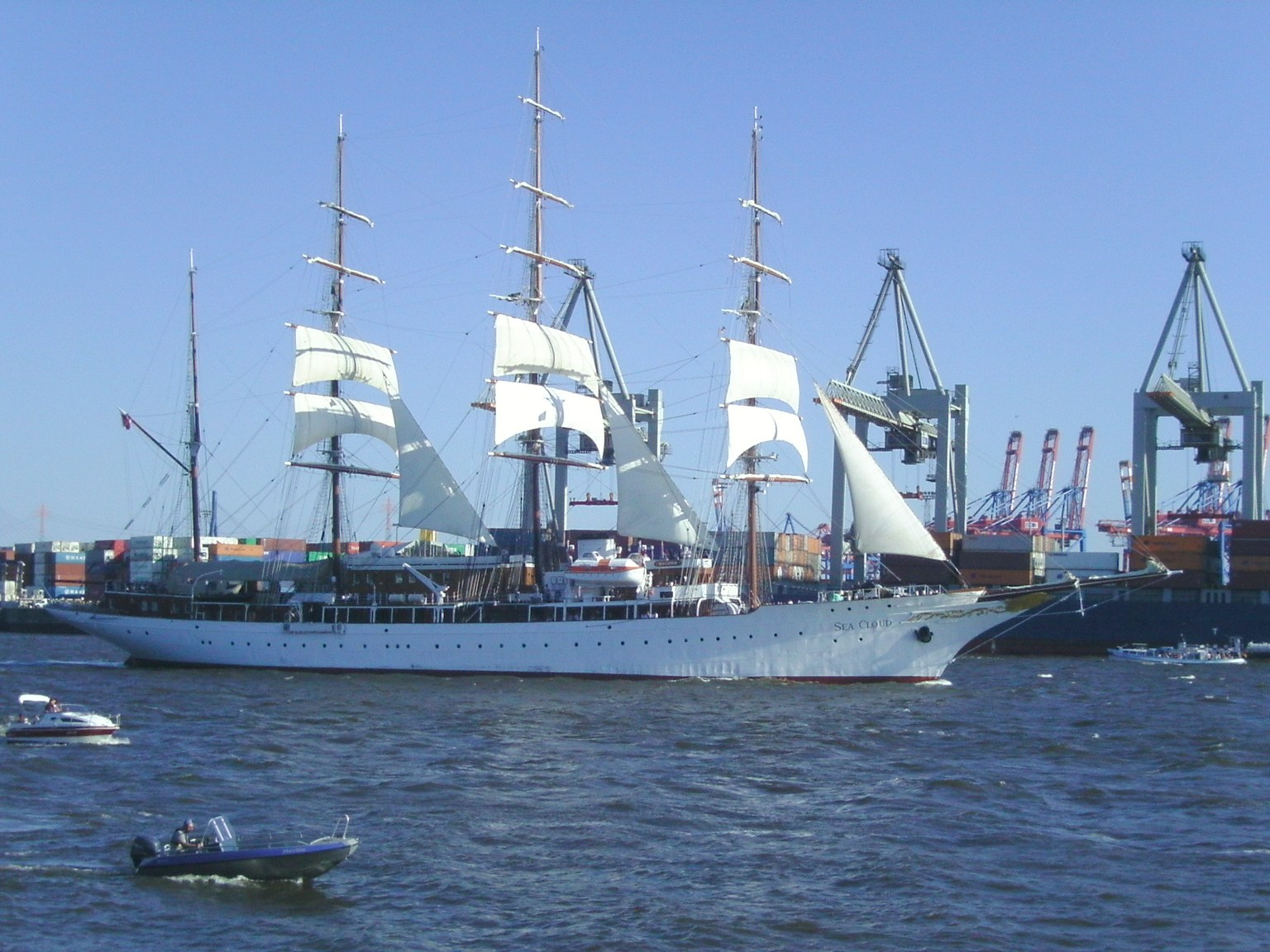
سی کلود (ابر دریا) در هامبورگ در سال ۲۰۱۱

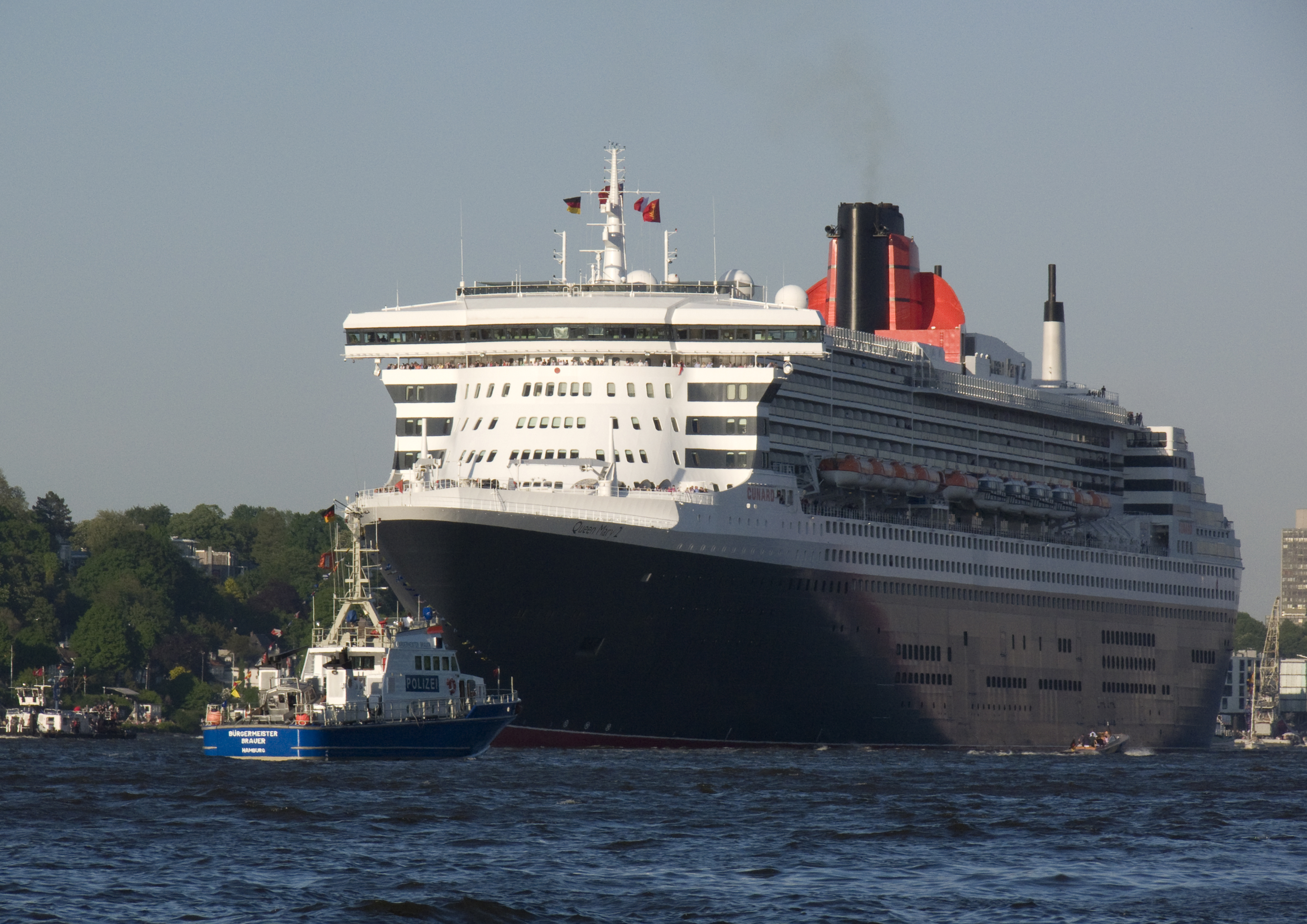
کوئین مری ۲(ملکه ماری ۲) در هامبورگ در سال ۲۰۱۱

تولد بندرگاه یا سالگرد بندر (به آلمانی: Hafengeburtstag) یک جشنوارهٔ عمومی سالانه است که جمعیت زیادی را در هامبورگ آلمان گردهم می‌آورد؛ و معمولاً در اولین آخر هفته ماه مه به مناسبت سالگرد تأسیس بندر هامبورگ (بزرگترین بندر) آلمان برگزار می‌شود. در سال ۲۰۱۶، تولد ۸۲۷ سالگی برگزار شد و یک رکورد جدید را ثبت کرد. بیش از یک میلیون تماشاگر گرد هم آمدند که بسیاری از آن‌ها گردشگرانی بودند که از خارج از کشور برای بازدید از این شهر آمده بودند.